# Sei come me (L'Aura)
Sei come me è un EP della cantante pop italiana L'Aura, pubblicato il 26 ottobre 2010 dall'etichetta discografica Sony. Si tratta dell'ultimo lavoro dell'artista per la casa discografica.

## Descrizione
Il disco, l'unico inciso come L'Aura Abela, con l'inclusione quindi del suo cognome, è stato interamente scritto dalla stessa cantante e prodotto da Dado Parisini.
L'EP include sei brani, tra cui il brano Invisibile, pubblicato nella primavera precedente e incluso come colonna sonora del film Una canzone per te, e una cover in lingua italiana del noto brano interpretato originariamente da Bonnie Tyler Total Eclipse of the Heart, intitolata Eclissi del cuore e riadattata dalla stessa L'Aura. Da questo disco è stato estratto il singolo Come spieghi.
La pubblicazione ha riscosso un tiepido successo commerciale, raggiungendo la posizione numero 50 della classifica italiana.
Originariamente la Sony voleva dividere questo suo nuovo album in due EP (Sei Come Me essendo il primo), con la seconda parte essendo uscita poco dopo la prima. Ma il secondo EP rimane inedito fino ad oggi.

## Tracce
1. Come spieghi – 3:15 (L'Aura Abela)
2. Eclissi del cuore – 4:01 (Jim Steinman, L'Aura Abela)
3. Sei come me – 3:34 (L'Aura Abela)
4. Mi fai impazzire – 3:59 (L'Aura Abela)
5. Penserai – 3:54 (L'Aura Abela)
6. Invisibile – 3:43 (L'Aura Abela)

Durata totale: 22:26

## Edizione deluxe
Il 5 dicembre 2011, l'album fu ripubblicato con l'aggiunta di due nuove canzoni (Favola testarda e Un respiro), il brano mai incluso su CD Gira l'estate, il duetto con Nek nel brano Eclissi del cuore ed un cover di The Beatles (Hello Goodbye). Questa nuova versione dell'album è uscita sotto il nome di "Sei come me - Deluxe Edition". Questa riedizione è arrivata alla posizione numero 52. In questa nuova versione dell'album, L'Aura torna con il suo nome d'arte L'Aura (senza Abela). 
Non si tratta del secondo e promesso EP, ma sì di una riedizione dell'EP originale.
Quando le fu chiesto perché ha adottato il suo cognome in questo album, L'Aura ha risposto: 
(L'Aura Abela, per Rockol)

### Tracce
1. Eclissi del cuore (Versione inedita, in duetto con Nek) – 4:00 (Jim Steinman, L'Aura Abela)
2. Gira l'estate – 3:08 (L'Aura Abela, Massimo Varini) – Inedita su CD
3. Favola testarda – 3:25 (Federica Camba, Daniele Coro, L'Aura Abela) – Brano inedito
4. Un respiro – 3:44 (L'Aura Abela) – Brano inedito
5. Come spieghi – 3:12 (L'Aura Abela)
6. Sei come me – 3:28 (L'Aura Abela)
7. Mi fa impazzire – 3:55 (L'Aura Abela)
8. Penserai – 3:48 (L'Aura Abela)
9. Invisibile – 3:48 (L'Aura Abela)
10. Hello Goodbye – 3:28 (John Lennon, Paul McCartney) – Cover dei Beatles

Durata totale: 35:56

## Promozione
Singoli
| Sei come me  | Sei come me    |
| Titolo       | Data di uscita |
| ------------ | -------------- |
| Come spieghi | 8 ottobre 2010 |

| Sei come me - Deluxe Edition | Sei come me - Deluxe Edition |
| Titolo                       | Data di uscita               |
| ---------------------------- | ---------------------------- |
| Gira l'estate                | 29 luglio 2011               |
| Eclissi del cuore (con Nek)  | 28 ottobre 2011              |

Videoclip
| Titolo       | Regista                              |
| ------------ | ------------------------------------ |
| Come spieghi | Marco Salom e Roberto "Saku" Cinardi |

## Classifiche
| Classifica (2010) | Posizione raggiunta |
| ----------------- | ------------------- |
| Italia            | 50                  |

### Andamento nella classifica italiana degli album
| Posizione | 50 | 56 | - | - | - | - | - | 99 | 90 |

| Posizione | 67 | 52 | 76 | - | - | - | 53 | - | - | 91 |